# District judiciaire de Salamanque
Le District judiciaire de Salamanque est un district judiciaire espagnol de la province de Salamanque, Castille-et-León, Espagne
Il se situe dans le centre nord de la province de Salamanque. Il s'agit du district judiciaire nº 1 de la province. 

## Communes relevant du district
| Abusejo                   | Alba de Tormes               | Aldealengua                 | Aldeanueva de Figueroa    |
| Aldeanueva de la Sierra   | Aldearrodrigo                | Aldearrubia                 | Aldeaseca de Alba         |
| Aldeatejada               | Aldehuela de la Bóveda       | Almenara de Tormes          | Anaya de Alba             |
| Añover de Tormes          | Arapiles                     | Arcediano                   | El Arco                   |
| Barbadillo                | Barbalos                     | Beleña                      | Berrocal de Huebra        |
| Buenamadre                | Buenavista                   | Cabezabellosa de la Calzada | Cabrerizos                |
| Cabrillas                 | Calvarrasa de Abajo          | Calvarrasa de Arriba        | Calzada de Don Diego      |
| Calzada de Valdunciel     | Canillas de Abajo            | Carbajosa de la Sagrada     | Carrascal de Barregas     |
| Carrascal del Obispo      | Castellanos de Moriscos      | Coca de Alba                | Chagarcía Medianero       |
| Doñinos de Ledesma        | Doñinos de Salamanca         | Éjeme                       | Encina de San Silvestre   |
| Encinas de Abajo          | Encinas de Arriba            | Espino de la Orbada         | Florida de Liébana        |
| Forfoleda                 | Fresno Alhándiga             | La Fuente de San Esteban    | Gajates                   |
| Galindo y Perahuy         | Galinduste                   | Galisancho                  | Garcihernández            |
| Garcirrey                 | Gejuelo del Barro            | Golpejas                    | Gomecello                 |
| Horcajo Medianero         | Juzbado                      | Larrodrigo                  | Ledesma                   |
| Machacón                  | El Manzano                   | Martinamor                  | Castellanos de Villiquera |
| La Mata de Ledesma        | Matilla de los Caños del Río | La Maya                     | Membribe de la Sierra     |
| Miranda de Azán           | Monleras                     | Monterrubio de Armuña       | Monterrubio de la Sierra  |
| Morille                   | Moriscos                     | Mozárbez                    | Narros de Matalayegua     |
| Navales                   | Navarredonda de la Rinconada | Negrilla de Palencia        | La Orbada                 |
| Pajares de la Laguna      | Palacios del Arzobispo       | Palencia de Negrilla        | Parada de Arriba          |
| Parada de Rubiales        | Pedraza de Alba              | Pedrosillo de Alba          | Pedrosillo de los Aires   |
| Pedrosillo el Ralo        | Pelabravo                    | Pelarrodríguez              | Pelayos                   |
| Peñarandilla              | El Pino de Tormes            | Pitiegua                    | Puebla de Yeltes          |
| La Rinconada de la Sierra | Robliza de Cojos             | Rollán                      | La Sagrada                |
| Salamanque                | San Cristóbal de la Cuesta   | Sanchón de la Sagrada       | Sando                     |
| San Morales               | San Muñoz                    | San Pedro del Valle         | San Pedro de Rozados      |
| San Pelayo de Guareña     | Santa María de Sando         | Santa Marta de Tormes       | Santiz                    |
| Sardón de los Frailes     | Sepulcro-Hilario             | Sieteiglesias de Tormes     | Tabera de Abajo           |
| Tamames                   | Tardáguila                   | Tejeda y Segoyuela          | Terradillos               |
| Topas                     | Torresmenudas                | Valdecarros                 | Valdelosa                 |
| Valdemierque              | Valdunciel                   | Valverdón                   | Vecinos                   |
| Vega de Tirados           | Las Veguillas                | La Vellés                   | Villagonzalo de Tormes    |
| Villalba de los Llanos    | Villamayor                   | Villares de la Reina        | Villarmayor               |
| Villasdardo               | Villaseco de los Gamitos     | Villaseco de los Reyes      | Villaverde de Guareña     |
| Zamayón                   | Zarapicos                    |                             |                           |

### Sources
- (es) Cet article est partiellement ou en totalité issu de l’article de Wikipédia en espagnol intitulé « Partido judicial de Salamanca » (voir la liste des auteurs).